# 429084 Dietrichrex
429084 Dietrichrex este o planetă minoră (asteroid) din centura de asteroizi. A fost descoperită pe 13 septembrie 2009 la Observatorio del Teide⁠(d) de Matthias Busch⁠(d). 
Obiectul prezintă o orbită caracterizată de o semiaxă mare de 2,6195874166695 UAi, o excentricitate de 0,12, o înclinație de 14,5 ° în raport cu ecliptica.